# Satz von Szemerédi und Trotter
In der Mathematik ist der Satz von Szemerédi und Trotter ein 1983 von Endre Szemerédi und William T. Trotter bewiesener Lehrsatz der diskreten Geometrie.

## Aussage
Es gibt eine universelle Konstante {\displaystyle c_{1}=10^{60}}, so dass, wenn {\displaystyle P} eine Menge von {\displaystyle n} Punkten und {\displaystyle L} eine Menge von {\displaystyle t} Geraden in der euklidischen Ebene ist und 
{\displaystyle {\sqrt {n}}\leq t\leq {\frac {1}{2}}n(n-1)}
gilt, dann die Anzahl von Inzidenzen zwischen Punkten aus {\displaystyle P} und Geraden aus {\displaystyle L} (d. h. Punkten aus {\displaystyle P}, die auf Geraden aus {\displaystyle L} liegen) höchstens
{\displaystyle c_{1}n^{\frac {2}{3}}t^{\frac {2}{3}}}
ist.

## Folgerungen
Aus dem Satz von Szemerédi und Trotter folgt eine Vermutung von Erdős und Purdy, dass es eine universelle Konstante {\displaystyle c_{2}=c_{1}^{3}} gibt, so dass wenn {\displaystyle P} eine Menge von {\displaystyle n} Punkten und {\displaystyle L} eine Menge von Geraden in der euklidischen Ebene ist, von denen jede mindestens {\displaystyle k} Punkte für ein {\displaystyle k\leq {\sqrt {n}}} enthält, dann die Anzahl {\displaystyle t} der Geraden in {\displaystyle L} der Ungleichung
{\displaystyle t<c_{2}{\frac {n^{2}}{k^{3}}}}
genügt.
Weiterhin folgt aus dem Satz von Szemerédi und Trotter eine unabhängig von József Beck bewiesene Vermutung von Dirac, dass es eine universelle Konstante {\displaystyle c_{3}=10^{-7}c_{2}^{-6}} gibt, so dass wenn {\displaystyle P} eine Menge von {\displaystyle n} Punkten der euklidischen Ebene ist, die nicht alle auf derselben Geraden liegen und {\displaystyle L} die Menge der durch Punktepaare aus {\displaystyle P} bestimmten Geraden ist, es dann mindestens einen Punkt in {\displaystyle P} gibt, der auf mehr als {\displaystyle c_{3}n} Geraden aus {\displaystyle L} liegt.

## Höher-dimensionale Verallgemeinerungen
Aus dem Satz von Szemerédi und Trotter folgt durch Betrachten generischer Projektionen {\displaystyle \pi \colon \mathbb {R} ^{d}\to \mathbb {R} ^{2}}, dass wenn {\displaystyle P} eine Menge von {\displaystyle n} Punkten und {\displaystyle L} eine Menge von {\displaystyle t} Geraden im {\displaystyle \mathbb {R} ^{d}} ist, die Anzahl der Inzidenzen höchstens {\displaystyle c_{4}(n^{\frac {2}{3}}t^{\frac {2}{3}}+n+t)} für eine universelle Konstante {\displaystyle c_{4}} ist.
Solymosi und Tao bewiesen allgemeiner fast-optimale Abschätzungen für die Anzahl der Inzidenzen zwischen Mengen von Punkten und {\displaystyle k}-dimensionalen Varietäten beschränkten Grades im {\displaystyle \mathbb {R} ^{d}}.